# وقود
وقود (انگلیسی: Woqod) شرکت پالایش نفت قطری است، که در سال ۲۰۰۲ تأسیس شد. شرکت وقود در زمینه توزیع و فروش فرآورده های نفتی پالایش‌شده توسط شرکت قطر انرژی فعالیت می‌کند. این شرکت مالک شبکه‌ای از ۱۱۲ جایگاه پمپ بنزین در کشور قطر است. دفتر مرکزی شرکت وجود در شهر دوحه قرار دارد و بخشی از سهام آن در بازار بورس قطر معامله می‌شود.